# Alexander Boldt
Bruno Alexander Boldt, född 14 januari 1873 i Kuopio, död 18 november 1956 i Helsingfors, var en finländsk bibliotekarie och författare. Han var bror till juristen Jean Boldt.
Boldt föddes som son till generalmajoren Johan Dietrich Boldt(fi) och Anna Christina (Nanny) Frosterus. Boldt tog studentexamen vid Nya svenska läroverket år 1891 och blev filosofie kandidat år 1896.
Boldt började sin karriär som lärare i svenska språket och litteraturen vid Nya svenska läroverket i Helsingfors mellan 1897 och 1903. År 1894 anställdes han vid Helsingfors universitetsbibliotek där han arbetade fram till 1939 och avslutade sin karriär som äldre underbibliotekarie.
Boldt blev filosofie kandidat 1896. Han anställdes 1894 vid Helsingfors universitetsbibliotek och var vid sin avgång 1939 äldre underbibliotekarie.
Han utövade en vidsträckt skriftställarverksamhet och skrev bland annat en levnadsteckning över Erik Gustaf Geijer med utdrag ur Geijers Brev och vittra skrifter (3 delar, 1909–1910).

## Verk
- Register till Svenska Literatursällskapets i Finland Förhandlingar och uppsatser tom. 6-10. Skrifter utgivna av Svenska litteratursällskapet i Finland 34. Svenska litteratursällskapet i Finland, Helsingfors 1898
- Vitterhet på prosa, för literärt studium sammanstäld. Söderström, Helsingfors 1899
- Studier öfver en del barndomen och ynglingaåldern berörande drag i svenska och svensk-finska skalders diktning : första samlingen. Författare, Helsingfors 1902
- Kamrater emellan : bagatell i tre akter. Författare, Helsingfors 1903
- Ungdomen, "kulturen" och äktenskapet. Helios, Helsingfors 1903
- Dikter. Helios, Helsingfors 1904
- Erik Gustaf Geijer. Folkeliga vitterhetsbilder för ung och gammal 1. Helios, Helsingfors 1904
- Esaias Tegnér. Folkeliga vitterhetsbilder för ung och gammal 2. Helios, Helsingfors 1904
- Dikter : andra samlingen. Helios, Helsingfors 1905
- Uppfostrarkonstens grundspörsmål och Jesus af Nazaret : några reflexioner. Helios, Helsingfors 1905
- Ny jord : tankar i pedagogiska ämnen. Helios, Helsingfors 1907 (suomeksi nimellä Uutta maata : kasvatusopillisia mietteitä. Otava, Tampere 1907)
- Hem : några dikter. Tekijä, Helsingfors 1908
- Erik Gustav Geijer : en levnadsteckning med utdrag ur Geijers brev och vittra skrifter : Första bandet Geijer före 1813. G. W. Edlund, Helsingfors 1909
- Erik Gustav Geijer : en levnadsteckning med utdrag ur Geijers brev och vittra skrifter : Andra bandet 1813-1825. G. W. Edlund, Helsingfors 1909
- Från gångna år : ett urval dikter. Yrjö Weilin, Helsingfors 1909
- Kulturspörsmål. Innehåller förf:s 1902 tryckta akademiska afhandling. Endast titelblad och inledning tryckta 1909. Lilius & Hertzberg, Helsingfors 1909
- Erik Gustav Geijer : en levnadsteckning med utdrag ur Geijers brev och vittra skrifter : Tredje bandet Bojor och vårflod. G. W. Edlund, Helsingfors 1910
- Kamrater : ett litet kammarspel i tre akter ungdomens och folkfrihetens vänner tillegnat : omarbetning av "Kamrater emellan" (tryckt i Stockholm 1903). Lilius & Hertzberg, Helsingfors 1910
- Muutamia mielenkiintoa herättäviä kehityspyrintöjä ulkomailla ja Toimen poikien liike Suomessa : Toimen poikien ystävien julkaisema lentokirjanen ; toim. A. Boldt ym. Helsinki 1910
- Odlingssträvanden ute i världen och Unga Fribyggare i Finland : ströskrift utgiven av vänner till Unga Fribyggare. Unga Fribyggare, Helsingfors 1910
- Framtidsbygge i gången tid och nutid : en ströskrift. Tekijä, Helsingfors 1911
- Generalregister till Svenska Litteratursällskapets i Finland Förhandlingar 1885-1909. Skrifter utgivna av Svenska litteratursällskapet i Finland 97. Svenska litteratursällskapet i Finland, Helsingfors 1911
- Mål och medel : några brev i hälsovårdsfrågor : till en lä̈sare - som kanske icke finnes : - ett hälsobringande bad, - en badform för alla! : - om frukt : - ofärdsmakter. Tekijä, Helsingfors 1911
- Unga karaktärer : ur och om några märkesböcker. Söderström, Helsingfors 1911
- Blad för vinden : Työhön ja taistohon. Tekijä, Helsingfors 1912
- Mot fjärran : gamla verser. Tekijä, Helsingfors 1912
- Människoöden : tvänne i arbetare- och ungdomskretsar hösten 1911 hållna föredrag om Thorild och Vitalis. Tekijä, Helsingfors 1912
- Titanic : för kommande tiders unga några minnesblad ur en aprilveckas tidningar. Tekijä, Helsingfors 1912
- En bok för årtusenden : några brottstycken. Tekijä, Helsingfors 1913
- Kurt Erik Stenius : drag till en teckning av hans personlighet och livsgärning. Tekijä, Helsingfors 1913
- Liv : ord om lidande och kraft. Tekijä, Helsingfors 1915
- Unga kamrater - ord av några ungdomsvänne. Tekijä, Helsingfors 1915
- Mot Bergskoga eller Kamrater : skådespel i tre avdelningar. "Vapaa ajatus" förlag, Helsingfors 1916
- De sju ; ur livets strid ; norra friskaran : tre ungdomsspel. G. W. Edlund, Helsingfors 1917
- Fribyggarminnen : tankar om frihet under ansvar. Helsingfors 1917
- Armod och rikedom : tänkeord ur första och tjugonde seklen. Helsingfors 1918
- Hjalmar Boldt. Helsingfors 1918
- Seitsikko ; Elämän taistelua ; Pohjoinen vapaajoukko : kolme nuorisonäytelmää. WSOY 1918
- Världsskymningens makter och vårens : tankar i krigstid. Helsingfors 1918
- Gamla versblad och brev. A. Boldt, Helsingfors 1919
- "Scouting for Boys" och frisinnad social utveckling. Helsingfors 1919 (suomeksi nimellä Scouting for Boys ja vapaamielinen yhteiskunnallinen kehitys. Yhteiskunnan uudistus 9. Edistysseurojen kustannus Oy, Helsinki 1920)
- Skuld : några tankar 1914-1918. Helsingfors 1919
- Trots allt! : drag ur en livsbild. Söderström, Helsingfors 1919
- Pojkar. Helsingfors 1920
- Skogs- och vildungarne : en ödemarksberättelse. Söderström, Helsingfors 1920
- Vildmarkshyddor och sekelskiften. Författare, Helsingfors 1920
- Gosselek och livsallvar. Söderström, Helsingfors 1921
- Mot Bergskoga eller Kamrater : ett litet bildspel i tre akter. Söderström, Helsingfors 1921
- Några blad 1903-1920. Helsingfors 1921
- Ole valmis. Tekijä, Helsingfors 1921
- Världsskymning och vår. Helsingfors 1921
- Ett hem : diktspel i fem avdelningar. Söderström, Helsingfors 1922
- Lidande och längtan : några tankar 1903 ånyo uttalade 1922. Söderström, Helsingfors 1922
- Livets stigar. Helsingfors 1922
- Nio timmar : diktspel i tre avdelningar. Helsingfors 1922
- Nio timmar och På Eldnäs : två diktspel. Söderström, Helsingfors 1922
- Ord av och om min moder Anna Christina Boldt. Helsingfors 1922
- Ödeskog : diktspel i tre avdelningar. Fram, Vasa 1922
- Arbetsglädje och ädelkrafter. Helsingfors 1923
- Minnen. Helsingfors 1923
- Den störste världsomstörtaren, av A. B. Helsingfors 1923
- Ung vilja : diktspel i fem avdelningar. Söderström, Helsingfors 1923
- Ur en liten gossefristats ursprungstid : ord idoggossar, vildmarksgossar, hjälpgossar - vilket folk, vilket tid de än tillhöra, vilket namn de än bära - den 5 september 1922. Unga fribyggares småskrifter 1. Författare, Helsingfors 1923
- Eldnäs : diktspel i fem avdelningar. Helsingfors 1924
- Fordom - vid en pojkes saga. Helsingfors 1924
- Från när och fjärran 1913, 1924. Helsingfors 1924
- Några min moder Nanny Frosterus-Boldts förfäder inom och bortom nord-österbottniska släkter. Helsingfors 1924
- Friboren kraft 1-3. Helsingfors 1925
- Pojken från Drayton Hall : filmdrama i åtta delar - byggt med bruk av Alice Grey's Drayton stories. Helsingfors 1925
- Några namn ur min farmors Sophie Lybecker-Boldts och min mormors Nanny Lybecker-Frosterus' släktsaga : balladen Elinan surma och dess diktare. Helsingfors 1926
- En timme i Helsingfors universitets allmänbibliotek : särtryck från Arbetarbladet den 15 januari 1926. Helsingfors 1926
- Eld och mörker 1. Författare, Helsingfors 1927
- Irrsyn? eller sannsaga?. 1927
- Kanteletar-ballader och Kalevala-bygge : var Michael Agricola skald?. Författare, Helsingfors 1927
- Människoliv : en liten sångernas bok : aitosuomalaisuus-året 1927. Författare, Helsingfors 1927
- Trädet på Gammelgård : en berättelse. Helsingfors 1927
- Epilog : några dikter 1904-1928. Författare, Helsingfors 1928
- Michael Agricola, tsar Ivan den grymme och Nils Rabenius i Hedemora. Ett blad att läggas till slutsidorna i "Några namn" och "Kanteletar-ballader och Kalevala-Bygge". Författare, Helsingfors 1928
- Rosenliden : diktspel. Författare, Helsingfors 1928
- Vårens makter : drama i fyra akter, - tredje akten i tre skymningsbilder : dikter : (1903-1928). Författare, Helsingfors 1928
- Fädernearv. Författare, Helsingfors 1929
- Laukko, Torsby, Ritvala nära enade, Elin från Finnäng, Vårhelgen och Michael Torsbius. Författare, Helsingfors 1929
- Unga vildmän, väitöskirja. Författare, Helsingfors 1929
- Aftonsagn 1. Författare, Helsingfors 1930
- En bok : sagor, sånger och skådespel. Författare, Helsingfors 1930
- Ensam i skogen. Författare, Helsingfors 1930
- Folket det unga 1. Författare, Helsingfors 1930
- En julikväll. Författare, Helsingfors 1930
- Livet, döden : ord mellan Aftonsagn och Epilog. Författare, Helsingfors 1930
- Människor. Författare, Helsingfors 1930
- Nordisk folkstam : 1929, 1930. Författare, Helsingfors 1930
- Sorglös ungdom. Författare, Helsingfors 1930
- Sånger 1. Författare, Helsingfors 1930
- Sånger 2. Författare, Helsingfors 1930
- Till Kanteletars och Kalevalas saga 1-40. Helsingfors 1930-1932
- Ung älskan. Författare, Helsingfors 1930
- Den unga mästaren. Författare, Helsingfors 1930
- Vildmark. Författare, Helsingfors 1930
- Vårens sång. Författare, Helsingfors 1930
- Bygget. Författare, Helsingfors 1931
- Folket det unga 2. Författare, Helsingfors 1931
- Folket det unga 3. Författare, Helsingfors 1931
- Gabriel Stenings gossar. Författare, Helsingfors 1931
- Guldkorset. Författare, Helsingfors 1931
- Morgonland. Författare, Helsingfors 1931
- Sånger 3. Författare, Helsingfors 1931
- Till en ung fader. Författare, Helsingfors 1931
- Till sagan om de unga. Författare, Helsingfors 1931
- Unga ättled : sånger, livssagor och synhällen. Författare, Helsingfors 1931
- Aftonsagn 2. Författare, Helsingfors 1932
- Aftonsagn 3. Författare, Helsingfors 1932
- Aftonsagn 4. Författare, Helsingfors 1932
- Aftonsagn 5. Författare, Helsingfors 1932
- Aftonsagn 6. Författare, Helsingfors 1932
- Aftonsagn 7. Författare, Helsingfors 1932
- Bergshöjderna. Författare, Helsingfors 1932
- Rön. Författare, Helsingfors 1932
- Skolan. Författare, Helsingfors 1932
- Vår folkstam. Författare, Helsingfors 1932
- Aftonsagn 8. Författare, Helsingfors 1933
- Aftonsagn 9. Författare, Helsingfors 1933
- Aftonsagn 10. Författare, Helsingfors 1933
- Aftonsagn 11. Författare, Helsingfors 1933
- Natsarenens lärjungar. Författare, Helsingfors 1933
- Aftonsagn 12. Författare, Helsingfors 1934
- Aftonsagn 13. Författare, Helsingfors 1934
- Gunnar af Almskog. Författare, Helsingfors 1934
- I storskogen. Författare, Helsingfors 1934
- Till Kanteletars och Kalevalas saga 41. Författare, Helsingfors 1934
- Till Kanteletars och Kalevalas saga 42. Författare, Helsingfors 1934
- En ung andes strid : August Julius Linsén * 1820. Författare, Helsingfors 1934
- Den unga elden. Författare, Helsingfors 1934
- En väg till en av världslitteraturens stora namnlösa skalder : vem var Michael Agricola?. Till Kanteletar och Kalevalas saga 42. Författare, Helsingfors 1934
- Aftonsagn 14. Författare, Helsingfors 1935
- Aftonsagn 15. Författare, Helsingfors 1935
- Aftonsagn 16. Författare, Helsingfors 1935
- Till Kanteletars och Kalevalas saga 43. Författare, Helsingfors 1935
- Aftonsagn 17. Författare, Helsingfors 1936
- Aftonsagn 18. Författare, Helsingfors 1936
- Aftonsagn 19. Författare, Helsingfors 1936
- Aftonsagn 20. Författare, Helsingfors 1936
- Aftonsagn 21. Författare, Helsingfors 1936
- Aftonsagn 22. Författare, Helsingfors 1936
- Aftonsagn 23. Författare, Helsingfors 1936
- Aftonsagn 24. Författare, Helsingfors 1936
- Aftonsagn 25. Författare, Helsingfors 1936
- Kiikan lapset - balladen och dess saga : järnhand : ordet Vaknande samveten. Författare, Helsingfors 1936
- En resässänsens storman i Nordens Österland : (Mikael Agricola) : till Kalevalas och Kanteletars saga 1. Författare, Helsingfors 1936
- Stigar och vandrare : varthän?. Författare, Helsingfors 1936
- Aftonsagn 26. Författare, Helsingfors 1937
- Aftonsagn 27. Författare, Helsingfors 1937
- Drag ur en ättesaga : ett tack till en frändestam som värnat fädernas gård : släkten Frosterus. Bilaga till Genos 1937, 4. Helsingfors 1937
- Nya gåtor vid sekelgammal ättforskning : söner och döttrar av Kaukela / Sukumuistelmia : (släkten Frosterus), af Alexander Boldt, Adolf Walfrid Paakkala. Helsingfors 1938
- Till min moders minne 1 : Nordland. Författare, Helsingfors 1938
- Vildmarks- och hjälparpojkar och fribyggardröm. Författare, Helsingfors 1938
- Värn. Helsingfors 1938
- Till min moders minne 2-7'. Författare, Helsingfors 1939
- En östnordisk sannsaga?. Författare, Helsingfors 1939
- Eld och mörker : ett testamente. Författare, Helsingfors 1940
- Enig med ödet. Författare, Helsingfors 1940
- Envar som irrar trött. Författare, Helsingfors 1940
- Envig med ödet. Helsingfors 1940
- Gula, röda löv. Författare, Helsingfors 1940
- Ljusa björkar : dikter 1903-1940 : säljes till förmån för barn som i kriget mist far eller mor. Akademiska bokhandeln, Helsingfors 1940
- En nordisk diktarkonung (Michael Olai Agricola) och vårlig ungdom, ödesstorm. Författare, Helsingfors 1940-1941
- En nordisk diktarkonung och vårlig ungdom, ödesstorm : randanteckningar. Författare, Helsingfors 1940
- Och många vintrars snö. Författare, Helsingfors 1940
- Ofta vilsegången. Författare, Helsingfors 1940
- Spillror. Författare, Helsingfors 1940
- Till min moders minne 1-7. Ny upplaga. Författare, Helsingfors 1940
- Träden. Författare, Helsingfors 1940
- Ungskogen. Författare, Helsingfors 1940
- Ur gångna år. Författare, Helsingfors 1940
- Vildstorm. Författare, Helsingfors 1940
- Gula, röda löv på sanden. Författare, Helsingfors 1941
- Mors minne och de ungas. Författare, Helsingfors 1941
- Mänskohjärtans slag i årtusendet före vår tideräknings början : ur fornjudiska salmdiktares tankevärld. Samlaren, Helsingfors 1941
- Vandrarna. Författare, Helsingfors 1941
- Vekhet och kärnkraft : ord ur skiftande tider. Författare, Helsingfors 1941
- Vildungasagor och stigsökarfärd. Författare, Helsingfors 1941
- Vägen och stjärnorna : Slutblad till Gula, röda löv på sanden. Författare, Helsingfors 1941
- En östnordisk seklernas gåta : ett minnesarv nyckel?. Författare, Helsingfors 1941
- Kväll och morgon : 1941-1942. Författare, Helsingfors 1942
- Minns du solens. Författare, Helsingfors 1942
- Minns du solens nya : dikter 1903-1942. Författare, Helsingfors 1942
- Runebergs och Kivis store föregångare (Michael Agricola). Författare, Helsingfors 1942
- Utan villkor av troslära. Författare, Helsingfors 1942
- Vårlig känslovärld : drag ur växande pojkars saga. Författare, Helsingfors 1942
- I sena kvällen. Författare, Helsingfors 1943
- Stigar och vandrare : blad ur fem årtionden : två framtidsdrömmar i juli, augusti, september 1944. Helsingfors 1944
- Norge och Danmark : ett ädelarv. Författare, Helsingfors 1945
- Sena blad. Helsingfors 1945
- Testamente. Helsingfors 1945
- Professorn och studenten : professor Carl Gustav Lindeström ; student Eric Skogberg : på bordet ett schackspel. Helsingfors 1946
- Vid vägens slut : ord ur ett brev till en norsk student. Helsingfors 1946
- Vita blomsterklasar, svaren. Helsingfors 1946
- Går det en stig... : randanteckningar. Författare, Helsingfors 1947
- Går det en stig till 1500-talets stora östnordiska diktare? 1-2. Författare, Helsingfors 1947
- Den unga mästaren från Natsare. Helsingfors 1947
- Koppartavlans berg : en nordisk ättesaga. Helsingfors 1948
- Lektor Karl Fredrik Robert Lindström : i Stockholm 1859, i Helsingfors 1892. Helsingfors 1948
- När dagen slutar. Helsingfors 1948
- En vägsökares tack och bön. Författare, Helsingfors 1948
- Går det en stig till 1500-talets stora östnordiska diktare? : forskningsrön : 3 häftet. Författare, Helsingfors 1949
- Röster ur annan värld : sol över jorden : tilläggsblad till "Går det en stig till 1500-talets stora östnordiska diktare?". Författare, Helsingfors 1949
- Vid Koppartavlans berg : ett Hammarmark-blad. Författare, Helsingfors 1949
- Går det en stig... : randanteckningar 2. Författare, Helsingfors 1950
- Röster i nattens dröm. Författare, Helsingfors 1950
- Som ur mörka mullen - morgonrodnadens evangelium. Författare, Helsingfors 1950
- En vänligt samlande bokhylla : människohjärtans slag. Författare, Helsingfors 1950
- Ödemark. Författare, Helsingfors 1950
- och andra, Det var dödstyst i parlamentssalen. Författare, Helsingfors 1951
- Manskohjärtans slag i årtusendet före vår tideräknings början : ur fornjudiska salmdiktares tankevärld. Helsingfors 1953
- Från Nordlanden : några dikter : 1903-1927. ei. julk. vuotta

Nimellä Alexander Frostérus-Lybecker Boldt :
- Anne. Helsingfors 1952
- Bön. Helsingfors 1952
- Dagbok ; av Alexander Frostérus Lybecker Boldt och andra, främst andra. Helsingfors 1952
- En dröm om ord och toner. Helsingfors 1952
- Efterskrift till "överjordiskt andeliv och jordiskt andeliv". Helsingfors 1952
- Jesus av Nasaret och Judas Iskariot : nitton århundradens dom över Judas Iskariot vrång? 1. Helsingfors 1952
- Koppartavlans berg : en nordisk ättesaga i korta drag. Helsingfors 1952
- Till Anne Boldt, 11 år. Helsingfors 1952
- En åldrings hälsning till de unga och hans Moders, av Nanny Frostérus, Alexander Frosterus-Lybecker Boldt. A. Boldt, Helsingfors 1952
- Överjordiskt andeliv och jordisk andeliv. Helsingfors 1952
- Dikter. Helsingfors 1953
- Jesus av Nasaret och Judas Iskariot : nitton århundradens dom över Judas Iskariot vrång? 2. Helsingfors 1953
- Vägen. Helsingfors 1953

Nimimerkillä En vän : 
- Sol : en liten bok om vår och växtkraft tillegnad pojkar och unga kamratledare höstvintern 1916 av En vän. Söderström, Helsingfors 1917